# Dia Internacional per a l'Erradicació de la Pobresa
El Dia Internacional per a l'Erradicació de la Pobresa se celebra cada any el 17 d'octubre. Va ser reconegut per les Nacions Unides el 1992. La primera celebració d'aquest dia va tenir lloc a París a França el 1987, quan més de 100.000 persones es van reunir en la plaça del Trocadero per manifestar-se a favor dels drets humans i la llibertat en honor de les víctimes de la pobresa, la gana, la violència i la por. Joseph Wresinski, fundador del Moviment Internacional ATD Quart Món havia organitzat la convocatòria.

## Celebració
D'aleshores ençà, el Dia Internacional s'ha celebrat cada any, amb el propòsit de promoure més consciència sobre els problemes de la pobresa i la indigència en tots els països –en particular en els països en desenvolupament– i actuar per arrencar-la.
A la Cimera del Mil·lenni, els caps d'estat i de govern, es van comprometre a reduir a la meitat, devers l'any 2015, el percentatge de les persones que viuen en la indigència, definida persones amb ingressos inferiors a un dòlar per dia.
El 17 d'octubre presenta una oportunitat per reconèixer l'esforç i la lluita de les persones que viuen en la pobresa, la possibilitat de fer sentir les seves preocupacions i un moment per reconèixer que els pobres són els primers a lluitar contra la pobresa. És fonamental que les persones que viuen en la pobresa participin en la celebració del dia internacional des del seu començament. La commemoració del 17 d'octubre també reflecteix la voluntat de les persones que viuen en la pobresa per utilitzar la seva experiència per contribuir a erradicar-la.
| «                                    | Dia Internacional per a l'Erradicació de la Pobresa Tema de 2015: «Construir un futur sostenible: unir-nos per posar fi a la pobresa i la discriminació»] Aquest any, el Dia Internacional té un significat especial, ja que serà la primera celebració després de l'aprovació formal dels Objectius de Desenvolupament Sostenible de l'Assemblea General. Dins d'aquest nou marc de desenvolupament, dissenyat per reemplaçar i portar endavant els Objectius de Desenvolupament del Mil·lenni, els països es van comprometre a «acabar amb la pobresa en totes les seves formes i dimensions». Ajudi a les Nacions Unides a augmentar la consciència sobre els avanços assolits i els reptes que encara existeixen per a les persones que viuen en la pobresa. Utilitzi #EndPoverty per publicar els seus missatges sobre els ODM i el Dia Internacional per a l'Erradicació de la Pobresa. | » |
| — Organització de les Nacions Unides | |   |

## Segon Decenni de les Nacions Unides per a l'Erradicació de la Pobresa (2008 - 2017)[Cal actualitzar]
Erradicar la pobresa és un dels majors reptes als quals s'enfronta el món, en particular a l'Àfrica i als països subdesenvolupats. El nombre de persones que viuen en la pobresa queda elevat. La crisi financera, d'inseguretat alimentària, així com la impredictibilitat dels preus de l'energia, són obstacles considerables per reeixir els objectius els Objectius de Desenvolupament del Mil·lenni.
Després del Primer Decenni per a l'Erradicació de la Pobresa (1997-2006) i a mitjan termini previst per a aconseguir els Objectius de Desenvolupament del Mil·lenni el 2015, s'ha progressat en algunes regions però, aquest progrés no ha estat uniforme. En alguns països segueix augmentant el nombre de persones pobres. Les dones i els nens són els grups més afectats.
Durant el Segon Decenni s'aspira a ajudar, de manera eficient i coordinada, per atènyer els objectius de desenvolupament, inclosos els Objectius de Desenvolupament del Mil·lenni. És importànt reforçar les tendències positives per reduir la pobresa en alguns països i ampliar aquestes tendències per a la població del món sencer. La proclamació reconeix la importància de mobilitzar els recursos financers per al desenvolupament, i reconeix que el creixement econòmic sostingut, recolzat per una millora productivitat i un entorn favorable. Inclou el paper de la inversió privada i la capacitat empresarial per augmentar el nivell de vida.
La resolució 63/230 del 19 de desembre de 2008 considera que el propòsit del sobre el Segon Decenni haurà de ser «Plena ocupació i treball decent per a tots». La resolució demana que tot els les Nacions Unides més coherent i integrada.

## Temes de la diada[Cal actualitzar]
| Any  | Tema |
| ---- | --- |
| 2015 | «Construir un futur sostenible: unir-nos per posar fi a la pobresa i la discriminació»                                                        |
| 2014 | «No deixar a ningú enrere: pensar, decidir i actuar junts contra la pobresa extrema»                                                          |
| 2013 | «Treballar junts per un món sense discriminació: aprofitar l'experiència i els coneixements de les persones que viuen en la pobresa extrema». |
| 2012 | «Posar fi a la violència de la pobresa extrema: promoure l'empoderamiento i consolidar la pau».                                               |
| 2011 | «De la pobresa a la sostenibilitat: les persones al centre del desenvolupament inclusiu».                                                     |
| 2010 | «From Poverty to Decent Work: bridging the gap».                                                                                              |
| 2009 | «Children and Families Speak Out Against Poverty». Arxivat 2012-11-15 a Wayback Machine.                                                      |
| 2008 | «Human Rights and Dignity of People Living in Poverty».                                                                                       |
| 2007 | «People Living in Poverty as Agents of Change: 20th Anniversary of the International Day for the Eradication of Poverty».                     |
| 2006 | «Junts contra la pobresa». |
| 2005 | «Aconseguir els objectius de desenvolupament del Mil·lenni: donar poder als més pobres entre els pobres».                                     |
| 2004 | «Esforços reeixits per reduir la pobresa a tot el món».                                                                                       |
| 2003 | «Working together for an international alliance against hunger».                                                                              |